# كاستا-2E2
كاستا-2E2، (بالإنجليزية: Kasta 2E2)‏ هو رادار روسي الحديث الذي تشغله قوات الدفاع الجوي لعديد من الدول، يعمل على (UHF Band) ويستطيع الكشف عن الأهداف على مسافة 150 كلم ويمتاز بقدراته العالية على مقاومة التشويش، يستطيع كشف وتتبع 30 هدف دفعة واحدة، من أهم ميزاته قدرته على كشف الأهداف الشبحية (طائرة شبح) والأهداف المحلقة على ارتفاع جد منخفظ وإمكانية نقله وتحريكه على متن طائرات النقل العسكرية مثل (C-130) وتتكون منظومة الرادار من 3 عربات عربة للرادار وعربة للتحكم وعربة للطاقة.